# 江西南康经济开发区
江西南康经济开发区，是位于中华人民共和国江西省赣州市南康区东部的一个经济开发区，前身是南康市工业园。2006年，江西省人民政府升级为省级工业园。2013年，更名为江西南康经济开发区。开发区管委会为按照公务员法管理的，南康区人民政府直属的正科级事业单位，下辖3个事业单位、6个科室。
2016年时，江西省人民政府同意扩大开发区面积，总规划面积1362.94公顷，其中龙岭工业园748.52公顷、镜坝工业园441.32公顷、龙华工业园173.1公顷。现已建成面积890.43公顷。辖区以“南康市工业园”之名列为南康区的一个类似乡级单位。

## 行政区划
下辖以下地区：
南康市工业园虚拟社区。